# Brookfield Infrastructure Partners
Brookfield Infrastructure Partners L.P. è una società limited partnership quotata in borsa (NYSE: BIP) con sede centrale a Toronto, che si occupa di acquisizione e gestione di asset infrastrutturali su base globale. Fino a uno spin-off nel gennaio 2008, Brookfield Infrastructure era un'unità operativa di Brookfield Asset Management, che mantiene una proprietà del 30% e funge da direttore generale della partnership. Sam Pollock è l'amministratore delegato di Brookfield Infrastructure Partners, ricopre questa posizione dal 2006 e lavora con Brookfield Asset Management dal 1994.
Nel marzo 2020, Brookfield Infrastructure Partners (BIP) ha creato Brookfield Infrastructure Corporation (BIPC), un'entità che fornisce ad alcuni investitori istituzionali che non possono possedere una società in accomandita semplice con sede alle Bermuda la possibilità di accedere al portafoglio di attività di Brookfield. BIP. Inoltre, emettendo dividendi ammissibili anziché distribuzioni di partnership, BIP riteneva che BIPC avrebbe fornito un trattamento fiscale più attraente e favorevole per gli investitori al dettaglio. BIPC ha iniziato le negoziazioni sulle borse di Toronto e New York il 31 marzo 2020.
Brookfield Infrastructure Partners possiede e gestisce una rete globale di società di infrastrutture nei settori dei servizi pubblici, dei trasporti, dell'energia e delle comunicazioni. Investe in linee di trasmissione e telecomunicazioni, strade a pedaggio, porti e condutture.